# Dance Central 2
Dance Central 2 è un videogioco musicale sviluppato da Harmonix Music Systems per la Xbox 360 con Kinect. Il gioco è il seguito di Dance Central.

## Modalità di gioco
Nuove funzionalità per Dance Central 2 che includono il controllo vocale, giocare simultaneamente a 2 giocatori sia in modalità cooperativa che competitiva, una più approfondita e personalizzabile modalità Scomponi, permettendo al giocatore di praticare solo mosse specifiche in una routine, e una modalità campagna con balli di vari stili.

## Personaggi
Con l'avvento di 2 giocatori in modo simultaneo i personaggi sono 14, 5 nuovi e 5 vecchi insieme a 4 sbloccabili. I personaggi che appaiono nel gioco sono di seguito elencati.
Nuovi
- Bodie
- Glitch
- Jaryn
- Kerith
- Li'l T.
- CYPH-78
- CYPH-56
- Dr. Tan

Vecchi
- Angel
- Emilia
- Mo
- Miss Aubrey
- Taye
- Oblio

## Canzoni
| Canzoni                                  | Artisti                                | Anno | Difficoltà |
| ---------------------------------------- | -------------------------------------- | ---- | ---------- |
| Baby Got Back (Mix Mix)                  | Sir Mix-a-Lot                          | 1990 | 6          |
| Bad Romance                              | Lady Gaga                              | 2000 | 5          |
| Body to Body                             | Electric Valentine                     | 2000 | 3          |
| Born This Way                            | Lady Gaga                              | 2010 | 5          |
| Bulletproof                              | La Roux                                | 2000 | 3          |
| Club Can't Handle Me                     | Flo Rida ft. David Guetta              | 2010 | 3          |
| Conceited (There's Something About Remy) | Remy Ma                                | 2000 | 5          |
| DJ Got Us Fallin' in Love                | Usher ft. Pitbull                      | 2010 | 5          |
| Fire Burning                             | Sean Kingston                          | 2000 | 3          |
| Get Ur Freak On                          | Missy Elliot                           | 2000 | 7          |
| Goodies                                  | Ciara ft. Petey Pablo                  | 2000 | 4          |
| Grenade                                  | Bruno Mars                             | 2000 | 4          |
| Hot Stuff                                | Donna Summer                           | 1970 | 3          |
| I Like It                                | Enrique Iglesias ft. Pitbull           | 2010 | 3          |
| I Wish for You                           | EXILE                                  | 2010 | 4          |
| Impacto (Remix)                          | Daddy Yankee ft. Fergie                | 2000 | 2          |
| Last Night                               | Diddy ft. Keyshia Cole                 | 2000 | 2          |
| Like a G6                                | Far East Movement ft. Cataracs and Dev | 2010 | 6          |
| Mai Ai Hee (Dragostea Din Tei)           | O-Zone                                 | 2000 | 1          |
| Massive Attack                           | Nicki Minaj ft. Sean Garrett           | 2000 | 4          |
| Meddle                                   | Little Boots                           | 2000 | 4          |
| My Prerogative                           | Bobby Brown                            | 1980 | 4          |
| Nothin' on You                           | B.o.B ft. Bruno Mars                   | 2000 | 3          |
| Oops (Oh My)                             | Tweet ft. Missy Elliot                 | 2000 | 3          |
| Reach                                    | Atlantic Connection and Armanni Reign  | 2000 | 1          |
| Real Love                                | Mary J. Blige                          | 1990 | 1          |
| Right Thurr                              | Chingy                                 | 2000 | 3          |
| Rude Boy                                 | Rihanna                                | 2000 | 3          |
| Run (I'm a Natural Disaster)             | Gnarls Barkley                         | 2000 | 6          |
| Sandstorm                                | Darude                                 | 1990 | 1          |
| Satellite                                | Lena                                   | 2010 | 7          |
| Sexy Chick                               | David Guetta ft. Akon                  | 2000 | 7          |
| Somebody to Love                         | Justin Bieber                          | 2000 | 6          |
| Technologic                              | Daft Punk                              | 2000 | 6          |
| The Breaks                               | Kurtis Blow                            | 1980 | 2          |
| The Humpty Dance                         | Digital Underground                    | 1990 | 2          |
| This Is How We Do It                     | Montell Jordan                         | 1990 | 2          |
| Toxic                                    | Britney Spears                         | 2000 | 7          |
| Turn Me On                               | Kevin Lyttle                           | 2000 | 2          |
| Venus                                    | Bananarama                             | 1980 | 2          |
| What Is Love                             | Haddaway                               | 1990 | 5          |
| Whip My Hair                             | Willow Smith                           | 2010 | 5          |
| Yeah!                                    | Usher ft. Lil' Jon & Ludacris          | 2000 | 5          |
| You're a Jerk                            | New Boyz                               | 2000 | 3          |